# Stadio di Corso Sebastopoli
Le Stadio di Corso Sepastopoli était un stade italien de football construit en 1908 et démoli en 1922, et situé dans la ville de Turin, dans le Piémont.
Sa capacité était d'environ 10 000 spectateurs.

## Histoire
Le stade du Cours Sebastopoli, situé dans la rue du même nom, est construit et inauguré en 1908.
Il est bâti en bois et considéré comme le premier véritable stade du Foot-Ball Club Juventus, qui y joue pendant 14 ans avant de changer pour un stade plus grand, le Stadio di Corso Marsiglia.
Le stade est inauguré le 15 mars 1908 lors d'un match entre la Juventus et le club génois d'Andrea Doria (2-2).
Le dernier match officiel disputé dans le stade a lieu quant à lui le 14 mai 1922, avec un match nul 1-1 entre la Juventus et l'AC Mantoue, tandis que le dernier match non-officiel disputé dans le stade est une victoire en amical 1-0 de la Juve contre l'Inter le 24 septembre 1922.
Le stade est démoli la même année en 1922, la Juventus changeant alors de stade pour s'installer au stadio di Corso Marsiglia.